# رافاييل غونزاليس
رافاييل غونزاليس (بالإسبانية: Rafael González Córdova)‏ (24 أبريل 1950 تشيلي تشيلي - ) هو لاعب كرة قدم تشيلي يلعب كمدافع، شارك في كأس العالم لكرة القدم 1974.

## روابط خارجية
- رافاييل غونزاليس على موقع الاتحاد الدولي (مؤرشف)  (الإنجليزية)
- رافاييل غونزاليس على موقع ناشيونال فوتبول تيمز (الإنجليزية)
- رافاييل غونزاليس على موقع عالم كرة القدم.نت (الإنجليزية)